# Plagiochilion braunianum
Plagiochilion braunianum là một loài rêu tản trong họ Plagiochilaceae. Loài này được (Nees) S. Hatt. miêu tả khoa học lần đầu tiên năm 1947.